# 가게모리역
가게모리역(일본어: 影森駅, かげもりえき)은 일본 사이타마현 지치부시에 있는 지치부 철도 지치부 본선의 철도역이다.

## 타는 곳
일부 열차는 세이부 철도 세이부 지치부 선 및 이케부쿠로 선과 직결 운행한다.
| 1 | ■ 지치부 본선             | 미쓰미네구치 방면                                 |
| 2 | ■ 지치부 본선             | 지치부·나가토로·요리이·구마가야·교다 시·하뉴 방면 |
| 2 | ■ 세이부 철도로 직결 운행 | 세이부 지치부·한노·도코로자와·이케부쿠로 방면     |

## 역세권 정보
- 국도 140호선
- 아라카와강

## 역사
- 1917년 9월 27일 영업 개시.

## 사진

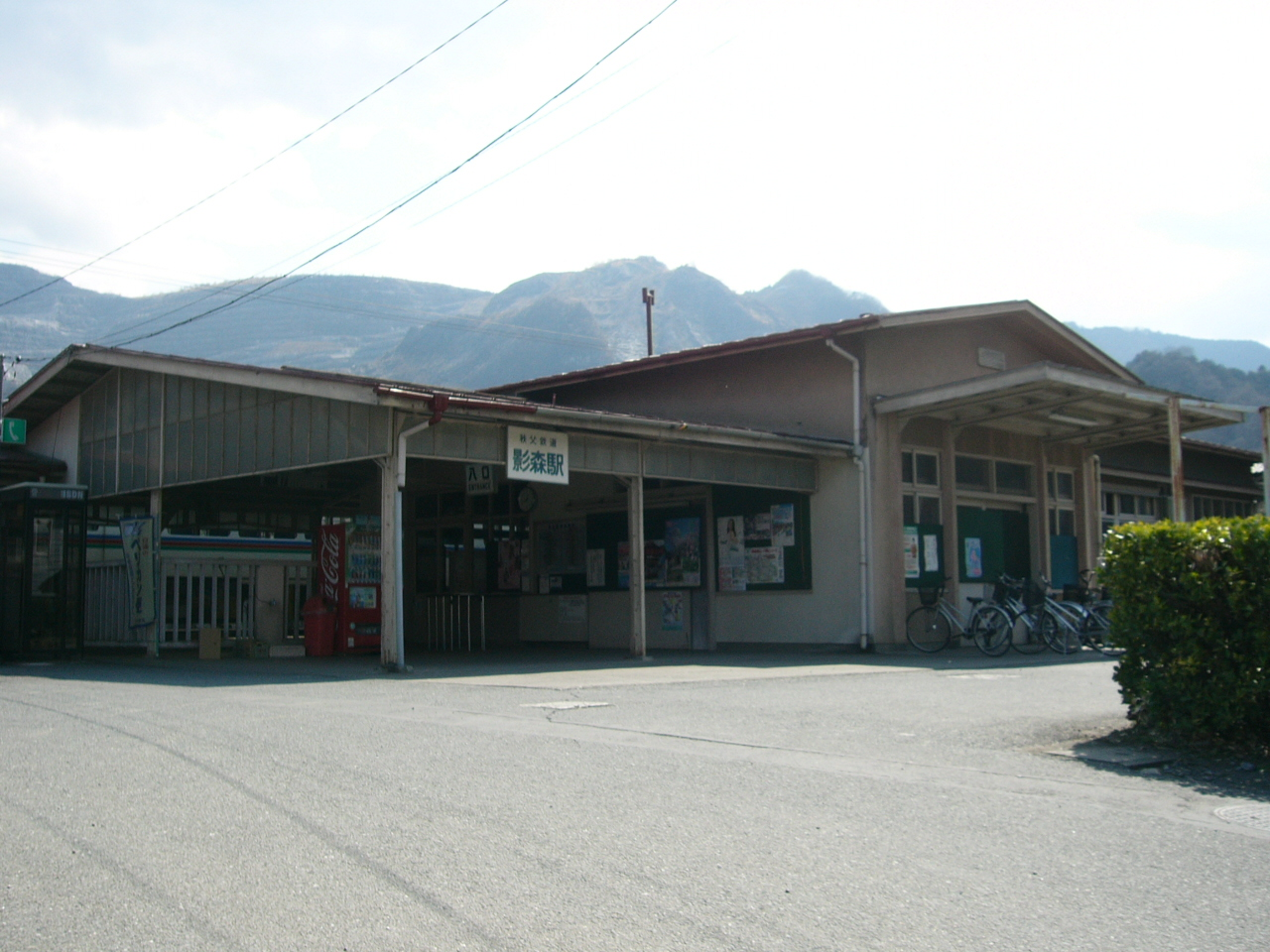
역 역사 모습

## 인접역
급행 지치부지 호는 일부 열차가 정차한다.
지치부 철도 지치부 본선
(하뉴 방면)오하나바타케 / 세이부 지치부(세이부 철도로 직결 운행하는 열차) - 가게모리 - 우라야마구치(미쓰미네구치 방면)